# Morgue (película)
Morgue es una película paraguaya de  terror sobrenatural, dirigida y producida por Hugo Cardozo. Fue estrenada en las salas de Paraguay el 22 de agosto de 2019, llegando a ser la película más taquillera de esa semana con 22.943 tickets vendidos.

## Sinopsis
La historia se trata de una noche en la que Diego Martínez queda encerrado dentro de la morgue del Hospital Regional de Encarnación y relata los sucesos paranormales que pasó el guardia de seguridad del lugar en su turno nocturno. 

Según el director y guionista, Hugo Cardozo manifestó que se basó en los relatos de gente que trabaja en el centro médico, como guardias, enfermeros y doctores que vivieron escenas no tan normales.

## Reparto
- Pablo Martínez[6]
- Willi Villalba[6]
- María del Mar Fernández[7]
- Abel Martínez[6]
- Aldo Von Knobloch[7]
- Raúl Rotela[7]
- Francisco Ayala[7]

## Producción

### Filmación
La película fue filmada en la morgue del Hospital Regional de Encarnación.

## Taquilla
Según la página de taquillas Ultracine, Morgue debutó en primer lugar en su primera semana, con 22.943 espectadores en 36 pantallas de estreno, dejando a la también debutante Once Upon a Time in Hollywood en segundo lugar. Se mantuvo en el número uno durante dos semanas consecutivas.